# منطقه حفاظت‌شده
منطقه حفاظت‌شده به صورت کلی بخشی از زیست‌بوم بوده که کلیه عناصر آن اعم از زنده و غیر زنده شامل جانوران (مهره‌داران)، گیاهان، حشرات و بندپایان، جلبکها و قارچها، باکتری‌ها و تک سلولی‌ها و … و حتی منابع کانی، شکل زمین، مورفولوژی، منابع آبی و کلیه عناصر فیزیکی آن به‌طور کامل و با اهداف خاص در غالب طرح‌های پهنه‌بندی داخلی مناطق در سطوح حفاظتی مختلف مورد حفاظت قرار می‌گیرند.

## اهداف
اهداف حفاظت شامل:
- حفظ و نگهداری زیست‌بوم جهت نسل‌های حاضر و آینده
- مطالعات و تحقیقات
- گردشگری

محدوده‌ای از منابع طبیعی چون جنگل، مرتع و … است که به جهت ضرورت حفظ و تکثیر جانوران و رستنی‌هایش تحت حفاظت قرار دارد؛ و در آن قطع درختان و تخریب محیط و شکار بدون مجوز ممنوع می‌باشد.

## مناطق حفاظت‌شده ایران

منطقه حفاظت‌شده کالمند در یزد

منطقه حفاظت‌شده، یکی از مناطق چهارگانه حفاظت محیط زیست ایران می‌باشد.
سازمان حفاظت محیط زیست «منطقه حفاظت‌شده» را به شرح زیر تعریف نموده‌است:
«اراضی به نسبت وسیع با ارزش حفاظتی زیاد که با هدف حفظ و احیای رویشگاه‌های گیاهی و زیستگاه‌های جانوری انتخاب می‌شوند. مناطق حفاظت‌شده، محیط‌های مناسبی برای اجرای برنامه‌های آموزشی و پژوهش‌های زیست‌محیطی به‌شمار می‌آیند. انجام فعالیت‌های گردشگری و بهره‌برداری مصرفی و اقتصادی متناسب با نواحی هر منطقه و بر اساس طرح جامع مدیریت مناطق، مجاز است.»
تعداد مناطق تحت حفاظت ایران ۹۳ منطقه می‌باشد.